# Anthurium collettianum
Anthurium collettianum är en kallaväxtart som beskrevs av Thomas Bernard Croat. Anthurium collettianum ingår i släktet Anthurium och familjen kallaväxter. Inga underarter finns listade.